# Кубовчик, Михал
Михал Кубовчик (словац. Michal Kubovčík, 17 мая 1980 года, Братислава, Чехословакия) — словацкий актёр и комик. Учился по специальности «актёрское мастерство» в Братиславской высшей школе исполнительского искусства. Работал в нескольких словацких театрах. Свое признание получил благодаря телевизионному скетчу «Алло» (словац. Haló) и телесериалу «Горна-Долна» (словац. Horná Dolná).

## Биография и карьера
Вырос в братиславском квартале Рача, где жил с родителями и двумя сёстрами. Выучился на скульптора по камню (на выбор специальности оказал влияние дед, который был одним из известнейших в Словакии каменотёсов. В братиславскую Высшую школу исполнительского искусства его не хотели брать из-за неправильного произношения звука «р». Через полтора года ему удалось устранить этот дефект, и он поступил на специальность «актёрское мастерство». Параллельно также учился на педагогическом факультете.
Работал в театрах «Лудус Братислава», Театре Андрея Багара в Нитре, Словацком национальном театре в Братиславе и Бродячем театре города Трнава. С 2007 года играет на сцене Радошинского наивного театра.
Подруга — актриса Зузана Шебова. Познакомились на съёмках сериала «Приёмная в розовом саду».

## Фильмография
- 2007 — «Приёмная в розовом саду»
- 2008 — «Профессионалы»
- 2008 — «Панельный дом»
- 2008 — «Город теней»
- 2010 — «Бессмертные: фейс»
- 2010 — «Бессмертные»
- 2011 — «Киноман»
- 2011 — «Доктор Людский»
- 2012 — «Алло»
- 2013 — «Слово „недоедание“ начинается с буквы „н“»
- 2013 — «Просто пришли»
- 2013 — «Кандидат»
- 2014 — «Супергерои»
- 2014 — «Полуоблачно»
- 2014 — «Сервант»
- 2015 — «Горна-Долна»[2]

## Награды
В опросе ОТО за 2015 год получил приз еженедельника «Жизнь». Также был номинирован в категории «актёр».